# Округ Харисон (Охајо)
Округ Харисон (енгл. Harrison County) је округ у америчкој савезној држави Охајо.

## Демографија
По попису из 2010. године број становника је 15.864, што је 8 (0,1%) становника више него 2000. године.
| Група             | 2000.          | 2010.          |
| Белци             | 15.264 (96,3%) | 15.169 (95,6%) |
| Афроамериканци    | 348 (2,2%)     | 330 (2,1%)     |
| Азијати           | 17 (0,1%)      | 22 (0,1%)      |
| Хиспаноамериканци | 59 (0,4%)      | 79 (0,5%)      |
| Укупно            | 15.856         | 15.864         |